# لاورسوگ
لاورسوگ (به هلندی: Lauwersoog) یک منطقهٔ مسکونی در هلند است که در ده‌مارنه واقع شده‌است. لاورسوگ ۱۴۰ نفر جمعیت دارد.